# Dicoelia beccariana
Dicoelia beccariana är en emblikaväxtart som beskrevs av George Bentham. Dicoelia beccariana ingår i släktet Dicoelia och familjen emblikaväxter. Inga underarter finns listade i Catalogue of Life.